# Girlfriend experience
Girlfriend experience (з англ. — «досвід з дівчиною/подружкою», GFE) — це комерційна послуга, яка стирає кордони між фінансовою угодою та романтичними відносинами. Вона варіюється від транзакційних статевих відносин до випадку, коли клієнт платить секс-працівниці за те, що вона тимчасово відіграє роль його дівчини чи подруги.
У секс-індустрії GFE — це загальний термін для сексуальних стосунків, у якому і секс-працівник, і клієнт готові до взаємних сексуальних стосунків та до певної міри емоційної близькості. GFE зазвичай має на увазі більший ступінь особистого спілкування, ніж традиційна дівчина за викликом або ескорт. Особлива увага приділяється не просто сексу, а й ширшій взаємодії. Деталі відносин можуть значно відрізнятися час від випадку до випадку. У рамках цієї секс-роботи секс-працівниці створюють у клієнта відчуття справжніх відносин, щоб клієнту було приємніше, а також для збільшення свого прибутку. За словами соціолога Елізабет Бернштейн, це робить послугу більш значущою як для клієнта, так і для секс-працівниці, оскільки включає особливу форму емоційної праці. Оплата будь-якого сексуального акту, включаючи GFE, вважається формою проституції, незалежно від виду послуги. Через це у різних місцях статус законності GFE відрізняється.
Якщо послуга надається чоловіком, то вона називається boyfriend experience.

## GFE і проституція
Послуга GFE може починатися з вечері в ресторані, переходячи до поцілунків і петтингу на дивані в квартирі, і закінчуватися неспішним сексом із пристрасними поцілунками. У 2012 році вартість GFE зазвичай складала від 200 до 1200 фунтів стерлінгів. На відміну від GFE, послуги ескорту зазвичай обходяться без поцілунків, а для легальних проституток завжди було нормою ніколи не цілуватися в губи.

## Клієнти чи любителі
Термін «клієнт» іноді використовується для опису людини, яка платить проституткам за секс. Однак, у кодексі ескорт-агентств, який виріс навколо GFE, клієнти часто називають себе «аматорами» та називають проститутку, яка надає послугу GFE, «милою дівчинкою». У ситуації з GFE клієнт платить за час, проведений із дівчиною-GFE, що означає: соціальну взаємодію, зустрічі або сексуальні акти. Клієнти можуть бути з різних верств суспільства («білі комірці», «сині комірці», різної раси, різного віку), тому не існує типових клієнтів, які використовують послуги GFE. Багато клієнтів використовують послугу через потребу відчувати близькість але не мати при цьому зобов'язань. Це усуває у них почуття провини та страх «залежності» від стосунків.

## Південно-Східна Азія
Див. також: Проституція на Філіппінах
Дослідження, проведене в Камбоджі, опубліковане у 2010 році, виявило низку офіціанток та барменів, які у вільний час підробляли «професійними подружками» з західними чоловіками. Вони покладалися на ці відносини як на джерело засобів для існування, але не вважали себе «проститутками» і часто прагнули кохання і шлюбу, а також матеріальних зручностей. У цих відносинах була присутня видимість близькості, яка знаходилася десь між удаваною і справжньою.
В Таїланді деякі незалежні секс-працівники, як повідомляється, працюють як «професійні подружки», створюючи компанію та прихильність з іноземцями і тайськими чоловіками середнього класу, і лише іноді займаючись сексом зі своїми клієнтами. Винагорода їм надається у вигляді таких речей, як одяг та походи до кінотеатрів.
На Філіппінах також поширена послуга GFE, що надається секс-працівниками іноземним секс-туристам, тривалістю від однієї ночі, до місяця і більше.